# Johann Christoph Adelung

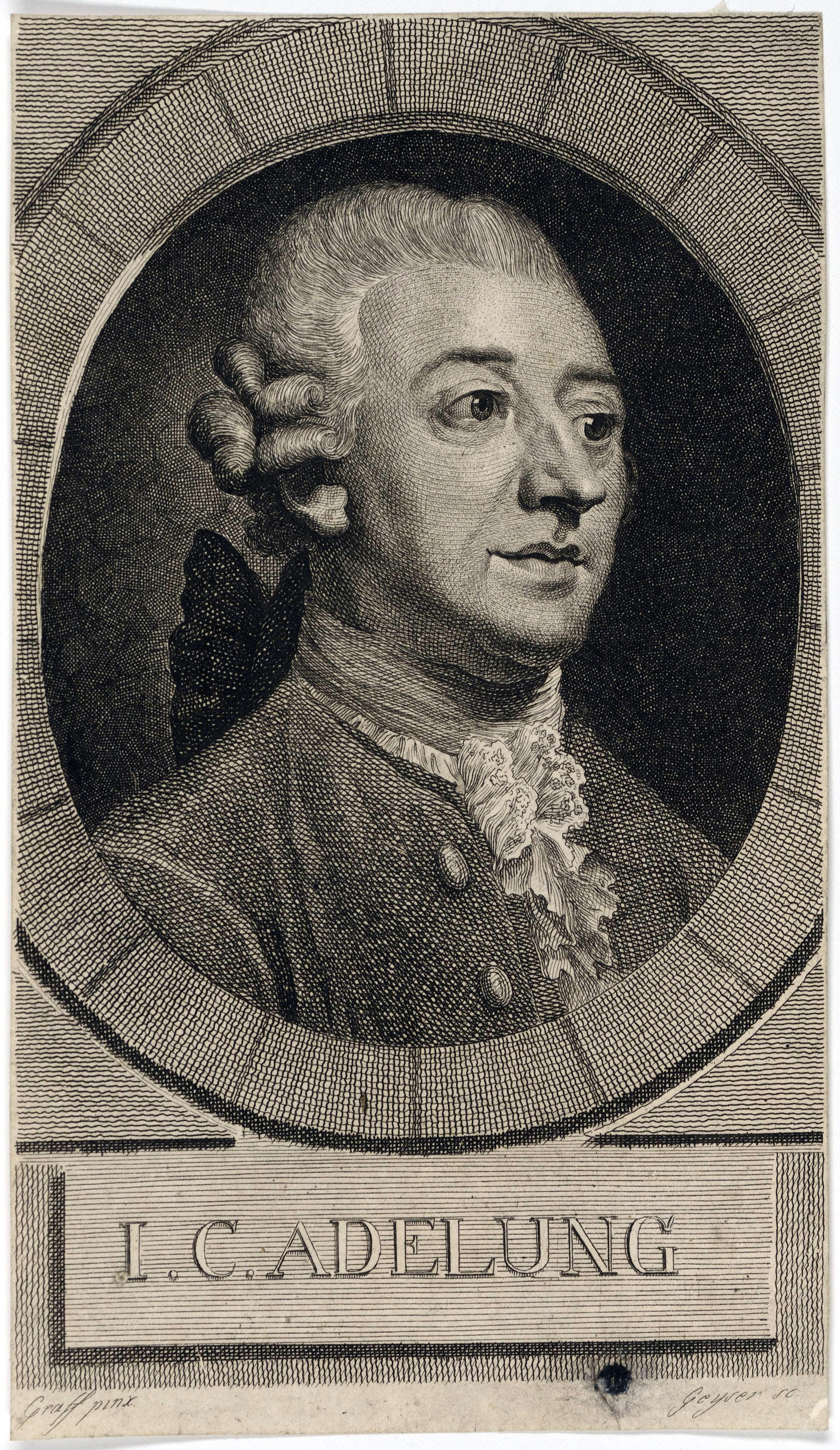
Johann Christoph Adelung en un retrato de Anton Graff.

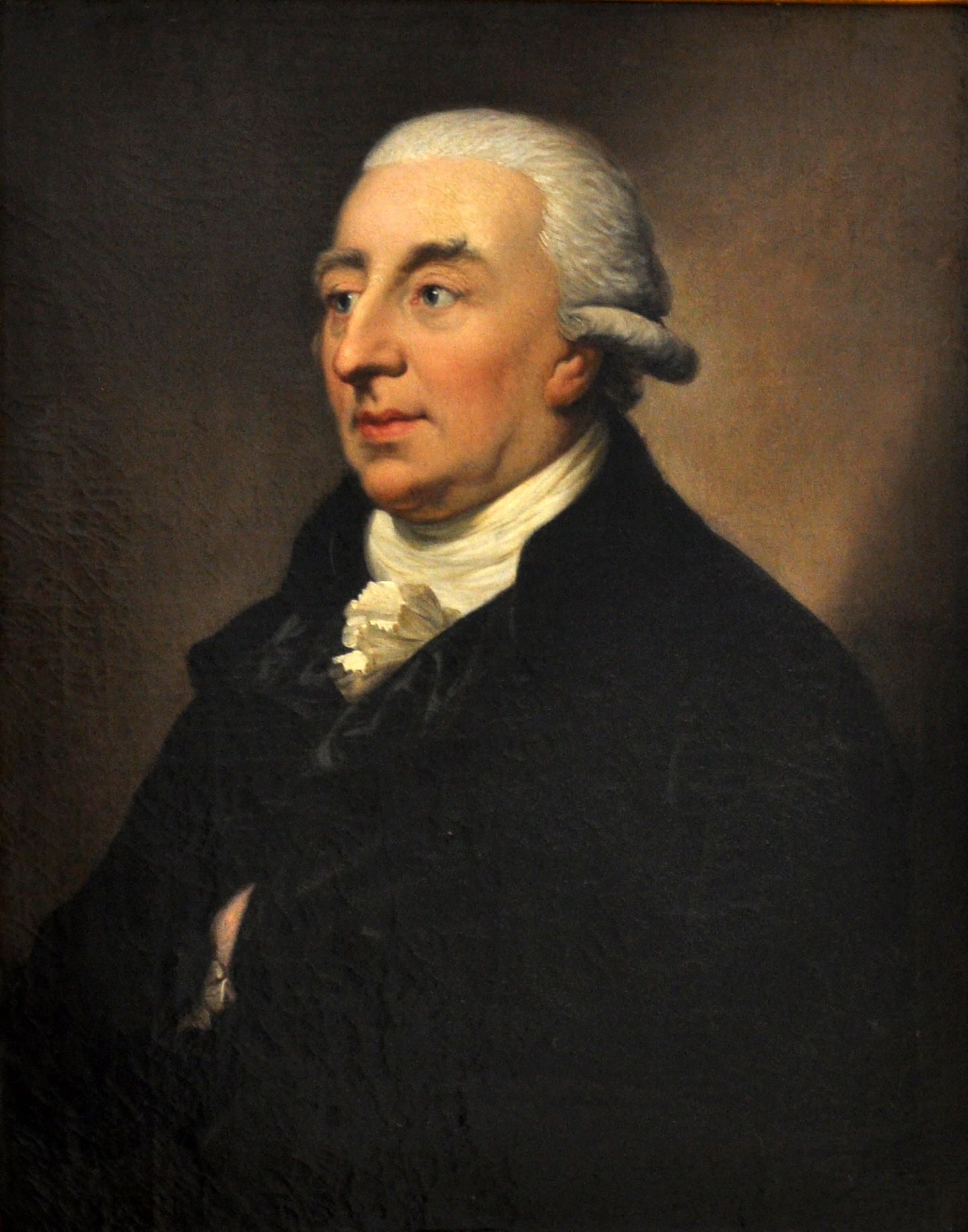
Johann Christoph Adelung, en un retrato de Anton Graff.

Johann Christoph Adelung (8 de agosto de 1732 - 10 de septiembre de 1806) fue un gramático y filólogo alemán.

## Biografía
Nació en Spantekow, Pomerania, y fue educado en las escuelas públicas de Anklam y Klosterbergen, y en la Universidad de Halle. En 1759 fue nombrado profesor en el gimnasio de Erfurt, pero abandonó el cargo dos años después y se fue a vivir a Leipzig. Finalmente residió en Dresde, donde vivió hasta su muerte en 1806. Fue uno de los gramáticos alemanes más influyentes junto a Jacob Grimm y tuvo una gran actividad normativizadora del idioma alemán durante la segunda mitad del siglo XVIII.
Los escritos de Adelung son muy voluminosos. Sus gramáticas, diccionarios y varios trabajos en el estilo alemán son excelentes. Contribuyó enormemente a mejorar y estandarizar la ortografía de su idioma natal. Su diccionario alemán Grammatisch-kritisches Wörterbuch der hochdeutschen Mundart (1774-1786) muestra la paciencia que tuvo Adelung en sus investigaciones y su íntimo conocimiento de la historia de los diferentes dialectos de los que procede el idioma alemán. 
En 1782 Johann Christoph Adelung publicó el Versuch einer Geschichte der Cultur des menschlichen Geschlechts (Ensayo sobre la historia de la cultura de la especie humana), en el que cubrió la historia del desarrollo humano y social. Abordó también la cuestión de los extranjerismos, a los que dividió en dos categorías: "notwendig" (necesario) y "verwerflich" (inaceptable). Entre los primeros están aquellos para los que el alemán no posee una palabra propia ni puede formarla, como por ejemplo Literatur y Publikum, mientras que en el segundo grupo entrarían todos los demás extranjerismos.
Poco antes de su muerte escribió Mithridates, oder allgemeine Sprachenkunde (1806). Este trabajo está basado en una publicación de nombre similar, publicada por Konrad von Gesner (1516-1565) en 1555; pero la de Adelung es mucho más extensa. Desafortunadamente murió antes de terminar su obra. El primer volumen, que contiene las lenguas asiáticas, fue publicado inmediatamente después de su muerte; los otros dos vieron la luz bajo la supervisión de Johann Severin Vater (1771-1826). De los numerosos trabajos de Adelung, los más notorios quizá sean Directorium diplomaticum (Meissen, 1802); Deutsche Sprachlehre für Schulen (Berlín, 1781), y Magazin für die deutsche Sprache (Leipzig, 1782-1784).